# Qatar
Il Qatar (in arabo قطر‎, Qaṭar, AFI: /ˈqɑtˤɑr/, pronuncia italiana: /kaˈtar/), ufficialmente Stato del Qatar (in arabo دولة قطر‎, Dawlat Qaṭar), è un paese arabo del Medio Oriente affacciato sul golfo Persico; confina con l'Arabia Saudita a sud. È uno degli Stati più ricchi al mondo, forte della sua industria petrolifera.

## Storia

### Antichità
Presso degli insediamenti abbandonati sulla costa sono stati ritrovati manufatti mesopotamici risalenti al periodo Ubaid (c. 6500–3800 a.C.). Al Da'asa, un insediamento collocato sulla costa occidentale del Qatar, è il più importante sito Ubaid del paese e si crede che fosse un piccolo accampamento stagionale.
Il materiale di origine cassita, datato al secondo millennio avanti Cristo, ritrovato sulle isole Al Khor attesta i rapporti commerciali fra gli abitanti del Qatar e i Cassiti di quello che è oggi il Bahrein.

### Dominazione persiana, ottomana e britannica
Il Qatar è uno dei vari emirati sorti nel XX secolo nella penisola arabica. Dopo essere stato dominato per migliaia di anni dai Persiani e, più recentemente, dal Bahrein, dagli Ottomani e dai britannici, diventò indipendente il 3 settembre 1971.
Uno dei momenti più importanti della storia del Qatar di questo periodo fu quello del marzo 1893 con la battaglia di al-Wajba: malgrado il Qatar non abbia ottenuto la piena indipendenza dall'Impero ottomano il risultato della battaglia è ritenuto come un momento decisivo nella creazione del Qatar come Stato moderno e un periodo saliente per la fine del dominio ottomano nel paese.
Un altro momento importante di questo periodo è l'unificazione del Qatar avvenuta il 18 dicembre 1878 sotto lo sheikh Jassim bin Mohammed Al Thani, fondatore del Qatar: oggi l'evento viene celebrato con la giornata nazionale del Qatar.

### Indipendenza
Diversamente dalla maggior parte dei vicini emirati il Qatar ha rifiutato di diventare parte dell'Arabia Saudita - malgrado il comune orientamento wahhabita della loro fede islamica - o degli Emirati Arabi Uniti.
Il Qatar, che durante gli anni ottanta aveva sostenuto lo sforzo bellico dell'Iraq nella guerra Iran-Iraq, nel 1991 si oppose all'invasione irachena del Kuwait e si schierò al fianco delle forze che combatterono l'Iraq nella guerra del Golfo.
Le dispute territoriali con l'Arabia Saudita del settembre 1992 misero in crisi le tradizionalmente buone relazioni tra i due paesi, che raggiunsero un accordo nel maggio del 1993. Il 27 giugno 1995 l'erede al trono, Hamad bin Khalifa Al Thani, depose suo padre Khalifa bin Hamad Al Thani e avviò una politica di apertura verso l'Iran, l'Iraq e la Palestina.
Nel marzo del 2001 la Corte internazionale di giustizia delle Nazioni Unite ha riconosciuto allo Stato del Bahrein la sovranità sulle isole Hawar, reclamate dal Qatar, risolvendo una disputa che si protraeva da decenni. Nel 2013 l'emiro ha volontariamente abdicato in favore del figlio quartogenito Tamim.

### Crisi diplomatica con le monarchie del Golfo
Il 5 giugno 2017, con una mossa coordinata, Arabia Saudita, Emirati Arabi Uniti, Bahrein, Egitto e altri paesi musulmani come le Maldive hanno rotto i rapporti con il Qatar, accusandolo del sostegno a gruppi integralisti come Hamas, dell'appoggio alla destabilizzazione iraniana della regione, e dei Fratelli Musulmani in Egitto. L'isolamento del Qatar prevede l'applicazione di sanzioni economiche, la chiusura dei confini terrestri, marittimi e aerei alle compagnie e ai cittadini qatarioti, nonché l'espulsione di quest’ultimi dai Paesi del Golfo.
Il 4 gennaio 2021, Qatar e Arabia Saudita hanno concordato una risoluzione della crisi mediata da Kuwait e Stati Uniti. L'Arabia Saudita ha così riaperto il confine con il Qatar e avviato il processo di riconciliazione. Un accordo e un comunicato finale firmati il 5 gennaio 2021 a seguito di un vertice del GCC ad al-ʿUlā segnarono la risoluzione della crisi, con dettagli precisi rilasciati in seguito.

## Geografia
Il Qatar è una regione arida e rocciosa con ricchi giacimenti di petrolio e di gas naturale. Per quanto riguarda le derrate alimentari deve fare affidamento, quasi completamente, sulle importazioni, in quanto la superficie messa a coltura è ridottissima, e l'acqua molto scarsa poiché le falde freatiche sono inutilizzabili a causa dell'alto contenuto di minerali. La desalinizzazione dell'acqua marina costituisce l'unico rimedio alla mancanza di risorse idriche. Il governo ha ratificato accordi internazionali sull'ambiente in materie di biodiversità, desertificazione e protezione dell'ozonosfera.
Il clima è desertico. Durante l'estate, che va da maggio a ottobre, il caldo è afoso, alto tasso di umidità in rapporto agli elevatissimi gradi Celsius effettivamente misurati e temperature nell'interno del paese fino a 46 gradi. Lo Shamal, un vento forte e polveroso, provoca sovente tempeste di sabbia. Gli inverni, che vanno da novembre ad aprile, sono molto più moderati, con notti fresche (15 °C di minima) e brevi piogge.

## Suddivisioni

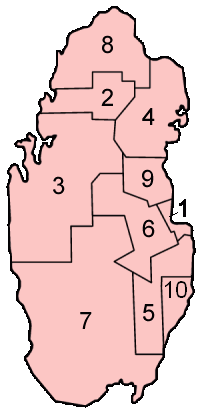
Le 10 municipalità del Qatar

Il Qatar è suddiviso in dieci municipalità (arabo: baladiyah, termine traducibile come governatorato o provincia):
1. Ad Dawhah
2. Al Ghuwariyah
3. Al Jumaliyah
4. Al Khawr
5. Al Wakrah
6. Al Rayyan
7. Jariyan al Batnah
8. Madinat ash Shamal
9. Umm Salal
10. Mesaieed

## Clima
Il Qatar presenta un clima desertico, con scarsissime piogge quasi esclusivamente invernali, anche se tendenzialmente molto afoso nei mesi compresi tra la tarda primavera e la prima metà dell'autunno.
Le temperature medie massime giornaliere, nei tre mesi più caldi, possono saltuariamente raggiungere, e nelle zone più interne (seppur sia una penisola stretta), oltrepassare i 45 °C, con una temperatura percepita che può arrivare a 50 °C e oltre.
Di sera, anche se la temperatura normalmente diminuisce di vari gradi, aumenta molto l'umidità relativa, che crea estremo disagio notturno, visto che normalmente si percepiscono 38 °C- 40 °C, al massimo a fronte di 30 °C- 31 °C reali, anche dopo l'una di notte. Se la temperatura reale è superiore generalmente l'indice di calore oltrepassa i 40 °C anche a notte fonda.
La ragione dell'alto tasso di umidità è dovuta all'evaporazione delle acque del Golfo Persico, causata dall'estrema intensità dei raggi solari e dalle altissime temperature.
In pieno inverno il clima è quasi secco e sicuramente vivibile, in termini di umidità relativa e punto di rugiada, anche se è il periodo di alcune piogge, con temperature massime tipicamente intorno ai 23/24 °C.

## Deserto

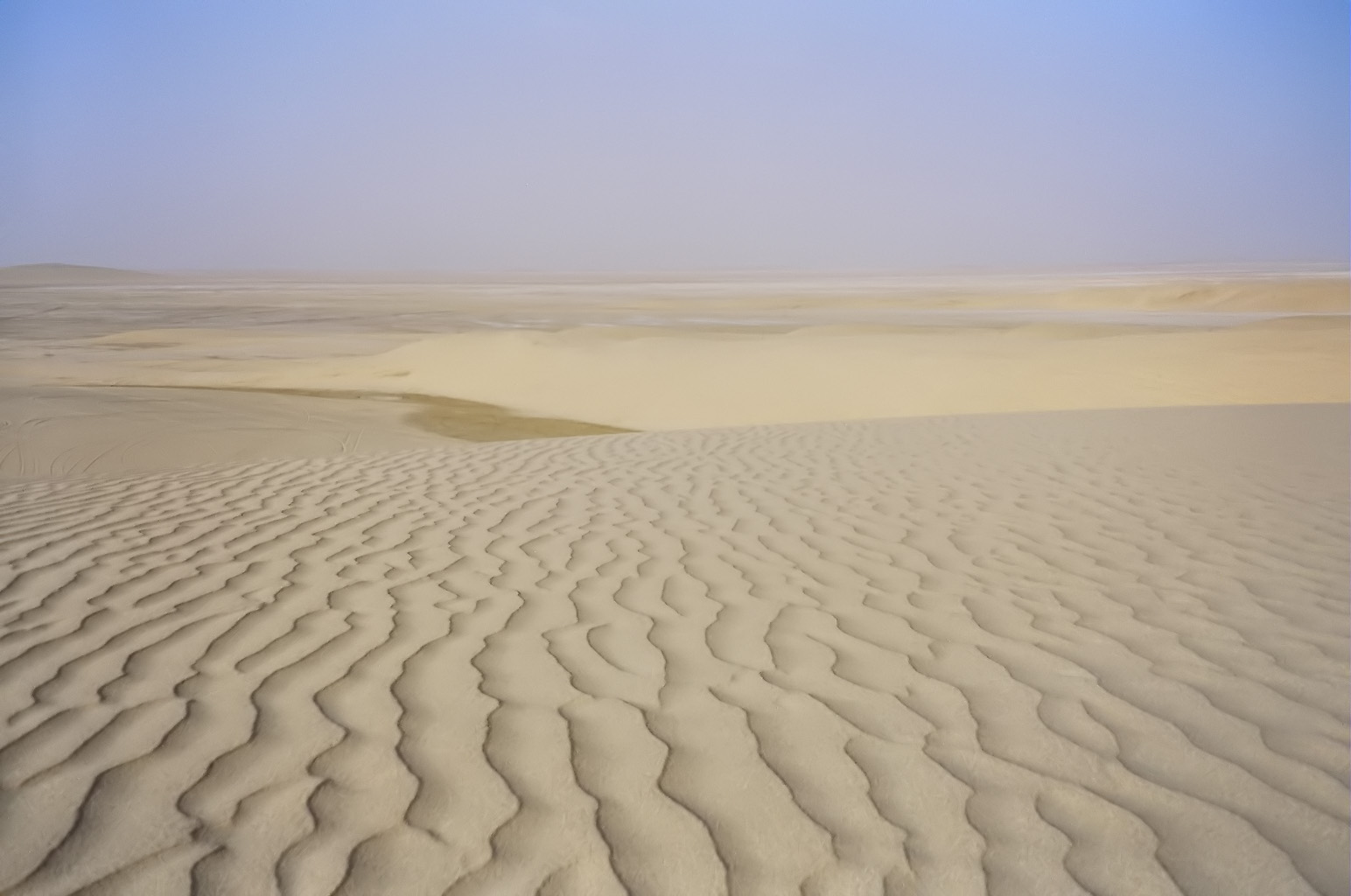
Il deserto del Qatar

Il Qatar possiede un piccolo deserto nell'entroterra, laddove autostrade collegano la capitale con le altre città.

## Economia
La principale risorsa economica è rappresentata dal petrolio, su cui si basa la ricchezza del paese. I primi giacimenti furono scoperti negli anni quaranta e la commercializzazione del greggio ebbe inizio dieci anni dopo. Nel 1974 il governo fondò la Qatar General Petroleum Corporation, ente deputato al controllo delle risorse petrolifere, precedentemente gestite da compagnie occidentali. Il Qatar è stato membro dell'Organizzazione dei paesi esportatori di petrolio (OPEC) che ha lasciato nel gennaio del 2019.
Un'ulteriore risorsa è costituita inoltre dai giacimenti di gas naturale; infatti, a North West Dome si trovano i più grandi depositi del mondo di gas naturale non associato al petrolio. Nel 2012 il prodotto interno lordo nominale del paese è stato di 192,402 miliardi di dollari USA, corrispondente a un PIL di 104 756 dollari USA pro capite, secondo al mondo dopo il Lussemburgo. A parità di potere d'acquisto il prodotto interno lordo è stato di 185 300 milioni di dollari USA, con un PIL procapite di 100 889 dollari che colloca i suoi abitanti al primo posto tra i più ricchi del mondo.

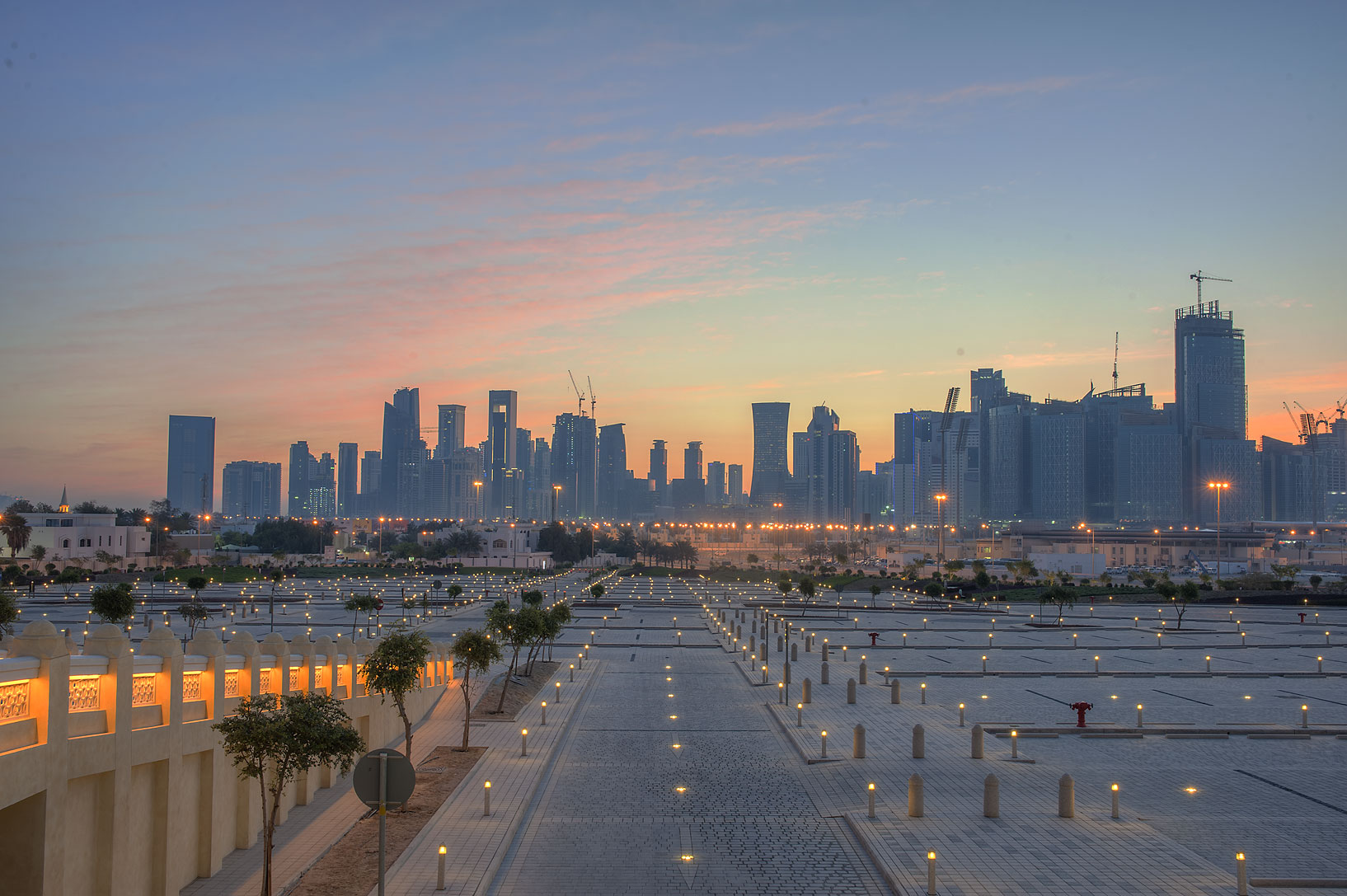
Doha

Il settore agricolo ha rilevanza solo a livello locale e impiega circa il 3% della forza lavoro. Sono allo studio progetti volti a migliorare i sistemi di irrigazione e ad aumentare la produzione agricola per garantire l'autosufficienza alimentare, raggiunta alla fine degli anni novanta solo per frutta e ortaggi. Il settore più importante resta comunque quello della pastorizia (si allevano perlopiù capre, pecore, dromedari e bovini). Di rilievo è inoltre la pesca che riesce a soddisfare completamente il fabbisogno interno, garantendo anche eccedenze per l'esportazione. Il governo utilizza le entrate valutarie ottenute dalle concessioni petrolifere per finanziare lo sviluppo industriale del paese. Oltre a effettuare la raffinazione del petrolio, le industrie manifatturiere più importanti producono cemento, fertilizzanti e acciaio.
L'unità monetaria è il riyal qatariota (QAR), suddiviso in cento dirham e legato a tasso fisso al dollaro USA (1 USD = 3,64 QAR). L'istituto centrale di emissione è la Qatar Monetary Agency. Il commercio estero si svolge principalmente con Giappone, Regno Unito, Stati Uniti e Germania e per circa il 90% riguarda petrolio e prodotti da esso derivati.
Dal 1997 l'emirato dispone di un proprio mercato azionario, il Doha Securities Market.
Il turismo è regolato dalla Qatar Tourism Authority.

## Infrastrutture e trasporti
Il paese non ha alcuna rete ferroviaria, ma le comunicazioni interne sono assicurate da circa 1 230 km di strade, al 79% asfaltate. I programmi governativi prevedono lo sviluppo della rete stradale attraverso investimenti finanziati dalle entrate petrolifere. Le comunicazioni aeree sono assicurate dall'Aeroporto Internazionale Hamad. Sono attualmente in costruzione delle linee di metropolitana.
La compagnia aerea di bandiera, Qatar Airways, è stata insignita del prestigioso status di "Five Star Airline" dalla Skytrax, una compagnia di ricerca e statistica per le aerolinee commerciali.

## Politica
Il Qatar è un emirato (monarchia ereditaria assoluta de facto), retto dalla famiglia reale Al Thani, la quale governa lo Stato dal 1825.
La Costituzione del Qatar (دستور قطر‎) risale al 9 aprile 2004.
Dopo essersi reso indipendente dal Regno Unito nel 1971, varò una costituzione provvisoria l'anno successivo. Dopo il referendum costituzionale del 2003, è diventata formalmente una monarchia costituzionale che prevede l'elezione diretta di 30 dei 45 membri dell'Assemblea consultiva, mentre 15 vengono scelti dall'emiro. Le prime elezioni sono state più volte rimandate e si solo tenute per la prima volta nel 2021; di fatto, il potere è concentrato nelle mani dell'emiro. Non sono permessi i partiti politici. Il potere esecutivo viene esercitato dal Consiglio dei ministri (Shura), i cui membri vengono nominati dal capo di Stato, l'emiro, che svolge anche le funzioni di capo del governo. Il sistema giudiziario è composto da corti civili, penali e amministrative; le corti, amministrate secondo la legge islamica della Shari'a, sono dotate di giurisdizione limitata. Per le spese militari viene stanziato circa un quarto del bilancio dello Stato.
Nel novembre del 2024 un referendum costituzionale ha abolito l'elezione diretta dei membri dell'Assemblea consultiva e ha ripristinato il previgente sistema in cui tutti i parlamentari sono nominati dall'emiro.
Dal 2000 il Qatar è stato più volte individuato come uno dei principali sovvenzionatori dei Fratelli Musulmani, attivi nel mondo arabo, in totale contrasto quindi con la linea politica e finanziaria perseguita dal confinante regno dell'Arabia Saudita, malgrado Riad avesse a lungo finanziato in passato questa stessa organizzazione.
Ad al Udeid è situata una grande base aerea, usata dall'esercito qatariota, dalla Royal Air Force britannica e dall'aviazione statunitense. Con circa 10 000 soldati stanziati, è la più grande base militare del Medio Oriente. Da qui, nel 2003, fu orchestrata l'invasione dell'Iraq. La base fu anche usata negli interventi contro lo Stato Islamico stanziato tra la Siria e l'Iraq.

## Società

### Demografia
Il numero della popolazione del Qatar varia in funzione della stagione, da quando la nazione utilizza in modo massiccio la manodopera straniera. Nel 2013 la popolazione totale del Qatar era di 1,8 milioni, dei quali solo 278 000 cittadini qatarioti (circa il 13% della popolazione, a fronte di 1,5 milioni di immigrati; gli indiani sono la comunità più numerosa, stimata in circa 545 000, seguiti da nepalesi (341 000), filippini (185 000), bengalesi (137 000), cingalesi (100 000) e pakistani (90 000). Si tratta in genere di immigrati di sesso maschile, il che fa sì che la quota di uomini in questo Paese superi di gran lunga quella femminile.
Il primo censimento demografico del Qatar è datato 1892 e fu condotto dai governatori ottomani della regione. Basato sul censo degli abitanti, che incluse quindi solo i residenti nelle città, registrò una popolazione pari a sole 9 830 unità.

### Religioni
La maggioranza della popolazione professa l'islam, ma vi sono numerosi residenti stranieri che professano altre religioni, principalmente il cristianesimo e l'induismo.

### Lingue e dialetti
La lingua ufficiale del paese è l'arabo, ma molta gente parla anche l'inglese per via del passato coloniale. Una forma di inglese semplificato viene utilizzato come "lingua franca" dagli immigrati provenienti da India, Pakistan, Sri Lanka, Filippine, Nepal, e dai paesi europei.

### Diritti umani
Una fonte di preoccupazione da parte di diverse organizzazioni non governative riguarda lo stato dei diritti umani in Qatar.

## Istruzione

### Università
L'Università del Qatar è stata fondata nel 1973.

## Cultura

### Patrimoni dell'umanità
Il sito archeologico di Al Zubarah è stato il primo sito del Qatar iscritto, nel 2013, nella Lista dei patrimoni dell'umanità dell'UNESCO.

### Produzione letteraria
Nel XX secolo e soprattutto nel XXI secolo si assiste a una produzione letteraria in cui si affermano diversi scrittori e si affacciano alla ribalta diverse scrittrici: tra queste la poetessa del Qatar Kaltham Jaber (nata nel 1958): pioniera tra le donne scrittrici del suo paese, narra, spesso, nei suoi racconti le condizioni della donna, e la libertà, spesso conquistata con fatica.

### Musica
Tipica danza popolare è l'ardah o ardha, tradizionale danza della spada del Qatar.
Tra i cantanti del Qatar più affermati possiamo ricordare Fahad Al Kubaisi.

### Gastronomia
La cucina qatariota prende spunto dalla tradizione beduina e offre svariate specialità culinarie.

### Missioni spaziali
Il 29 agosto 2013 fu lanciato Es'hail 1, il primo satellite del Qatar.

## Sport
Dal 1993 a Doha, la capitale del Qatar, si svolge un torneo internazionale di tennis ATP, facente parte della categoria World Tour 250 fino al 2024, in quanto passato dall'anno seguente alla categoria World Tour 500; tra i vincitori figurano alcuni tra i più grandi campioni della storia del tennis (Roger Federer, che detiene il record di tre vittorie, Rafael Nadal, Stefan Edberg, Boris Becker, Jim Courier e Andy Murray).
Dal 2002 si corre ogni anno nel mese di febbraio il Tour of Qatar (corsa ciclistica a tappe di quattro giorni), che è ormai un punto di riferimento di alto spessore internazionale di inizio stagione. Il corridore a vantare il maggiore numero di successi in questa competizione è il belga ex campione del mondo Tom Boonen (2006, 2008, 2009, 2012); tra i vincitori figura anche il corridore italiano Alberto Loddo (2003).
Il Qatar si è qualificato ai Mondiali di basket 2006.
In Qatar si svolge anche una gara del motomondiale, sul Circuito di Losail costruito nel 2004.

### Calcio
Il 2 dicembre 2010 la FIFA ha designato il Qatar come nazione ospitante del Campionato mondiale di calcio 2022. Pertanto la Nazionale di calcio del Qatar, che non aveva mai partecipato a un mondiale, è qualificata d'ufficio alla rassegna iridata dove però esce al primo turno. Parecchie polemiche sono sorte per il clima estivo umido e torrido del Qatar che imporrà di spostare per la prima volta il mondiale in autunno. Nel 2019 ha vinto per la prima volta la Coppa d'Asia sconfiggendo in finale il Giappone per 3-1. Nel 2021 il Qatar ha ospitato la Coppa araba di calcio riconosciuta ufficialmente dalla FIFA.
Nel 2014 la famiglia reale del Qatar si è aggiudicata l'organizzazione della Supercoppa italiana 2014 di calcio per circa quattro milioni di euro, disputata il 22 dicembre di quell'anno, mentre il 3 ottobre 2016 è stato raggiunto l'accordo anche per l'edizione 2016, giocata sempre a Doha, venerdì 23 dicembre. Entrambe le finali hanno visto la sconfitta della Juventus ai rigori, la prima col Napoli, la seconda con il Milan.
Il Qatar ha ospitato il campionato mondiale di calcio 2022, che ha visto la vittoria della Nazionale di calcio dell'Argentina.

### Atletica leggera
Nella disciplina dell'atletica leggera ottimi risultati sono stati raggiunti a livello internazionale da Mutaz Essa Barshim, campione mondiale di salto in alto nel 2017 e nel 2019 e oro a Tokyo 2020.
A Doha si tiene annualmente il Qatar Athletic Super Grand Prix, meeting facente parte del circuito di atletica della Diamond League. La città ha inoltre ospitato i campionati del mondo di atletica leggera 2019.

### Automobilismo
In ambito automobilistico si è distinto Nasser Al-Attiyah.

### Giochi olimpici
Il Qatar ai Giochi olimpici ha finora vinto otto medaglie. Il primo campione olimpico è stato Fares Ibrahim, vincitore dell'oro nel sollevamento pesi a Tokyo 2020, mentre il primo atleta qatariota a vincere una medaglia olimpica fu Mohamed Suleiman, che vinse la medaglia di bronzo nell'atletica leggera a Barcellona 1992.

## Eventi
Dal 2009 Doha è sede dell'annuale congresso World Innovation Summit for Education.

## Ricorrenze nazionali
| Data                        | Nome                         | Significato                                                                        |
| --------------------------- | ---------------------------- | ---------------------------------------------------------------------------------- |
| Secondo martedì di febbraio | National Sports Day          | Giorno dello Sport Nazionale; promuovere uno stile di vita sano tra la popolazione |
| 18 dicembre                 | Giornata nazionale del Qatar | Celebra l'unificazione del Qatar, nel 1878                                         |